# Wölflinswil
Wölflinswil es una comuna suiza del cantón de Argovia, situada en el distrito de Laufenburgo. Limita al noroeste con la comuna de Wittnau, al noreste con Gipf-Oberfrick, al este con Herznach y Densbüren, al sur con Oberdorf, y al oeste con Kienberg (SO).